# 장사리: 잊혀진 영웅들
"장사리: 잊혀진 영웅들"는 한국전쟁의 기울어진 전세를 단숨에 뒤집을 수 있었던 인천상륙작전 하루 전 양동작전으로 진행된 장사 상륙 작전을 실화 바탕으로 한 작품이다.
2주 동안 짧은 훈련을 받고 기밀작전에 투입된 학도병들이 대부분으로 구성되었던 독립 제1유격대대의 숭고한 희생을 다룬 2019년작 영화이다.

## 캐스팅
- 김명민 : 이명준 대위 역
- 최민호 : 최성필 역
- 김성철 : 기하륜 역
- 김인권 : 류태석 역
- 곽시양 : 박찬년 역
- 조지 이즈 : 스티븐 역
- 메건 폭스 : 매기 역[1][2]
- 장지건 : 국만득 역
- 이호정 : 문종녀 역
- 이재욱 : 이개태 역
- 정종준 : 노인 만득 역
- 한철우 : 문산호 선장 역
- 황재열 : 문산호 항해사 역
- 김민규 : 최재필 역
- 이철민 : 인민군 대장 역
- 양중경 : 홍 대령 역
- 홍성우 : 임춘봉준장 부관 1 역
- 백남준 : 임춘봉준장 부관 2 역
- 최상재 : 임춘봉준장 통역부관 역
- 신진범 : 육군본부 암호장교 역
- 정기용 : 육군본부 군판사 1 역
- 정철헌 : 육군본부 군판사 2 역
- 장명갑 : 조치원호 선장 역
- 다니엘 케네디 : 미외교관 역
- 제이슨 커틀러 : 헬레나함 장교 역
- 브렛 린드퀴스트 : 조치원호 장교 역
- 동방우 : 임춘봉 준장 역 (특별출연)

## 수상
- 제27회 대한민국 문화연예대상 영화부문 남자 신인상 - 김성철
- 제27회 대한민국 문화연예대상 영화부문 남자 조연상 - 장지건

## 실제 작전과 차이점

### 상륙일
9월 14일이 상륙일로 알려졌지만 최신 기록과 자료에 의하면 9월 15일이 상륙일이다.

### 작전 참가 인원
영화는 772명이 학도병 숫자라고 나오지만 772명은 학도병과 국군을 포함한 수치이며 부대원 772명과 전사자 139명
이런 수치들 모두 추정수치이다.

### 작전 목적
영화는 작전의 주목적을 인천 상륙 작전을 위한 기만 작전으로 묘사했지만 실제 작전명령서 174호에 나온 공식적인 주목적은 인천 상륙 작전 이후 행해지는 낙동강 방어선에서의 총반격을 위해 북한군 보급선 차단을 통한 후방 교란이었다.
간접적으로나마 같은 9월 15일에 실행된 인천 상륙 작전을 위해 북한군의 주의를 분산시키는 목적도 있었을 것으로 평가된다.

### 이명흠 대위 사형 구형
장사 상륙 작전 이후 지휘관이었던 이명흠 대위에 대한 책임론이 있기는 했지만 군사재판도 없었고 당연히 사형이 구형되지도 않았다.

## 같이 보기
- 학도의용군
- 장사 상륙 작전
- 2019년 대한민국의 영화 목록